# Hanworth Hall
 (mars 2022).
Hanworth Hall est une grande maison de campagne de la fin du XVIIe siècle à environ 500 m au sud du village de Hanworth, dans le Norfolk (Angleterre). Elle est classée monument de Grade I.

## Histoire
Elle est construite en brique avec des parements en pierre et un toit en ardoise en croupe (en pente) sur un plan d'étage à double pile. La façade principale comporte 2 étages et un grenier de type mansarde avec neuf  baies à travers, les trois centrales légèrement en saillie, sous un simple fronton.
Hanworth Hall est le siège de la famille Doughty du XVe au XVIIIe siècle. La maison est reconstruite après un incendie de 1686, pour Robert Doughty (1699/1700-1770). Son fils, Robert Lee Doughty, commence à aménager le parc en 1770. Il bénéficie de la contribution d'un ami, le paysagiste Humphry Repton de 1789 à 1790. Dans les terres de jardin restantes se trouve un châtaignier espagnol remarquable qui serait antérieur à 1714.
Robert meurt sans héritiers et la succession passe aux enfants de sa sœur Catherine et de son mari George Lukin passant tour à tour à Philip Wynell Mayow (décédé en 1845), puis William Howe Windham, député, (fils du vice-amiral William Lukin) et puis au fils de ce dernier, William Frederick Windham. Il vend la propriété en 1900 à Joseph Gurney Barclay pour son troisième fils, l'officier de l'armée Henry Barclay, aide de camp d'Édouard VII (1906-10) et George V (1910-25).